# Zagut (cràter)
Zagut és un cràter d'impacte de la Lluna, fortament afectat per nombrosos impactes. Està gairebé envoltat per altres cràters amb noms propis, amb Wilkins al nord-oest, Lindenau a l'est, Rabbi Levi al sud-est i Celsius al sud-oest.

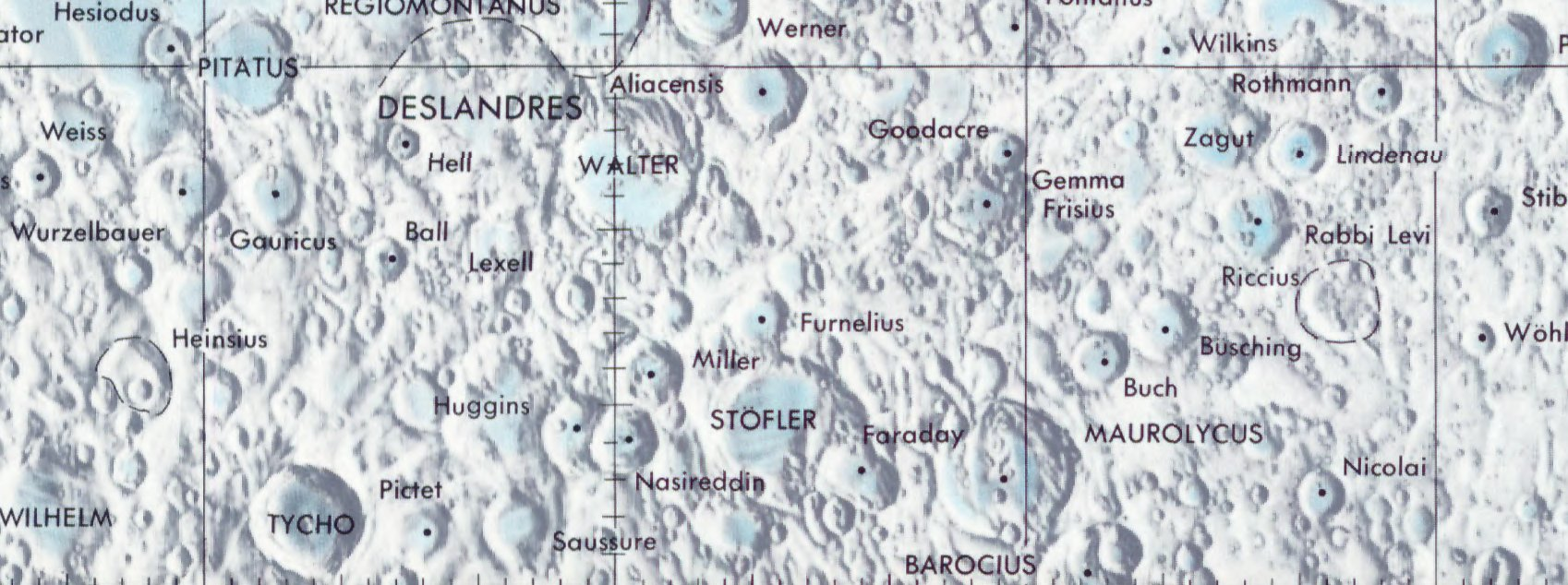
Localització de Zagut (quadrant superior dret de la imatge)
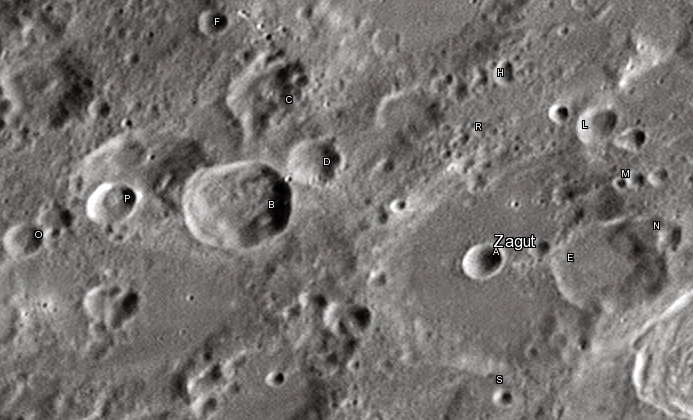
Cràters satèl·lits

La vora de Zagut apareix desgastada i irregular, especialment a nord i a l'est. Està parcialment recobert per Zagut E, un cràter satèl·lit amb un sòl irregular i pla. El sòl de Zagut també és relativament pla, i el seu centre està ocupat pel cràter Zagut A en lloc d'un pic central.

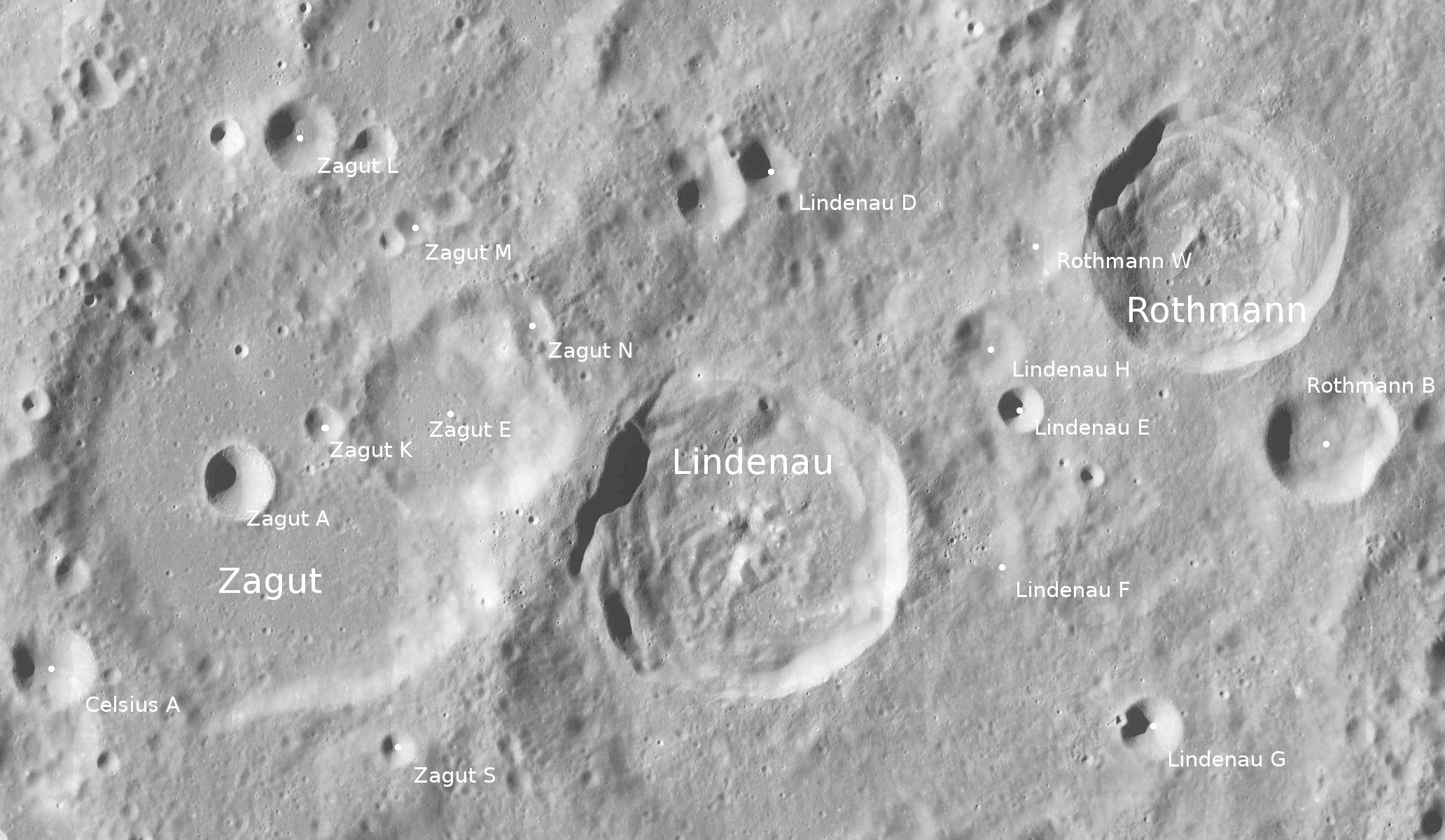
Fotografia de la missió Lunar Reconnaissance Orbiter

## Cràters satèl·lits
Per convenció aquests elements són identificats en els mapes lunars posant la lletra en el costat del punt central del cràter que està més proper a Zagut.
| Zagut | Coordenades                          | Diàmetre |
| ----- | ------------------------------------ | -------- |
| A     | 32° 00′ S, 21° 36′ E / 32.0°S,21.6°E | 11 km    |
| B     | 32° 06′ S, 18° 42′ E / 32.1°S,18.7°E | 32 km    |
| C     | 30° 48′ S, 18° 30′ E / 30.8°S,18.5°E | 24 km    |
| D     | 31° 24′ S, 19° 18′ E / 31.4°S,19.3°E | 16 km    |
| E     | 31° 42′ S, 23° 06′ E / 31.7°S,23.1°E | 35 km    |
| F     | 30° 12′ S, 17° 30′ E / 30.2°S,17.5°E | 8 km     |
| H     | 29° 54′ S, 20° 42′ E / 29.9°S,20.7°E | 8 km     |
| K     | 31° 42′ S, 22° 12′ E / 31.7°S,22.2°E | 7 km     |
| L     | 30° 18′ S, 22° 06′ E / 30.3°S,22.1°E | 12 km    |
| M     | 30° 48′ S, 22° 54′ E / 30.8°S,22.9°E | 6 km     |
| N     | 31° 12′ S, 23° 30′ E / 31.2°S,23.5°E | 9 km     |
| O     | 33° 00′ S, 16° 42′ E / 33.0°S,16.7°E | 11 km    |
| P     | 32° 24′ S, 17° 24′ E / 32.4°S,17.4°E | 14 km    |
| R     | 30° 48′ S, 20° 42′ E / 30.8°S,20.7°E | 4 km     |
| S     | 33° 18′ S, 22° 36′ E / 33.3°S,22.6°E | 7 km     |